# Länta-Hütte
Die Länta-Hütte ist eine Berghütte der Sektion Bodan des Schweizer Alpen-Clubs (SAC), im Kanton Graubünden in der Schweiz. Sie liegt im Länta, dem obersten Talabschnitt des Valsertals südwestlich des Zervreilahorns.
Neben dem Tal führen der Berg Läntahorn, der Pass (Läntalücke) und ein Gletscher (Läntagletscher) diesen Namen. Mit den vielen Kletterrouten und Klettergärten ist die Länta auch ein fester Begriff in der Sportkletterszene der Schweiz.

## Lage
Die Länta ist der oberste Ast des bündnerischen Valsertals, welches tief in den Adula Hauptkamm greift. Die Länta-Hütte SAC, 2090 m ü. M., liegt in leicht erhöhter Lage über dem Valser Rhein nahe dem zum Rheinwaldhorn ansteigenden Läntagletscher.

## Geschichte
Die Hütte steht an der Stelle der ehemaligen Schafalp gleichen Namens, die während Jahrhunderten von Tessiner Hirten bewirtschaftet wurde. 1913 baute die Sektion Bodan des Schweizer Alpen-Club eine Schutzhütte, die 1968 nach Lawinenschäden neu erstellt und im Jahr 2005 umfassend saniert wurde. Bei dieser Gelegenheit wurde bewusst darauf verzichtet, die Hütte zu erweitern.
Mitte Juni 2019 wurde die zu dem Zeitpunkt unbewartete Hütte durch einen Blockschlag stark beschädigt und blieb daraufhin geschlossen. Nach einer Sprengung weiterer instabiler Felsmassen wurde die Hütte instand gesetzt und saniert sowie mit einem zusätzlichen hangseitigen Schutzdamm versehen. Seit März 2020 ist die Hütte wieder geöffnet.

## Zustiege

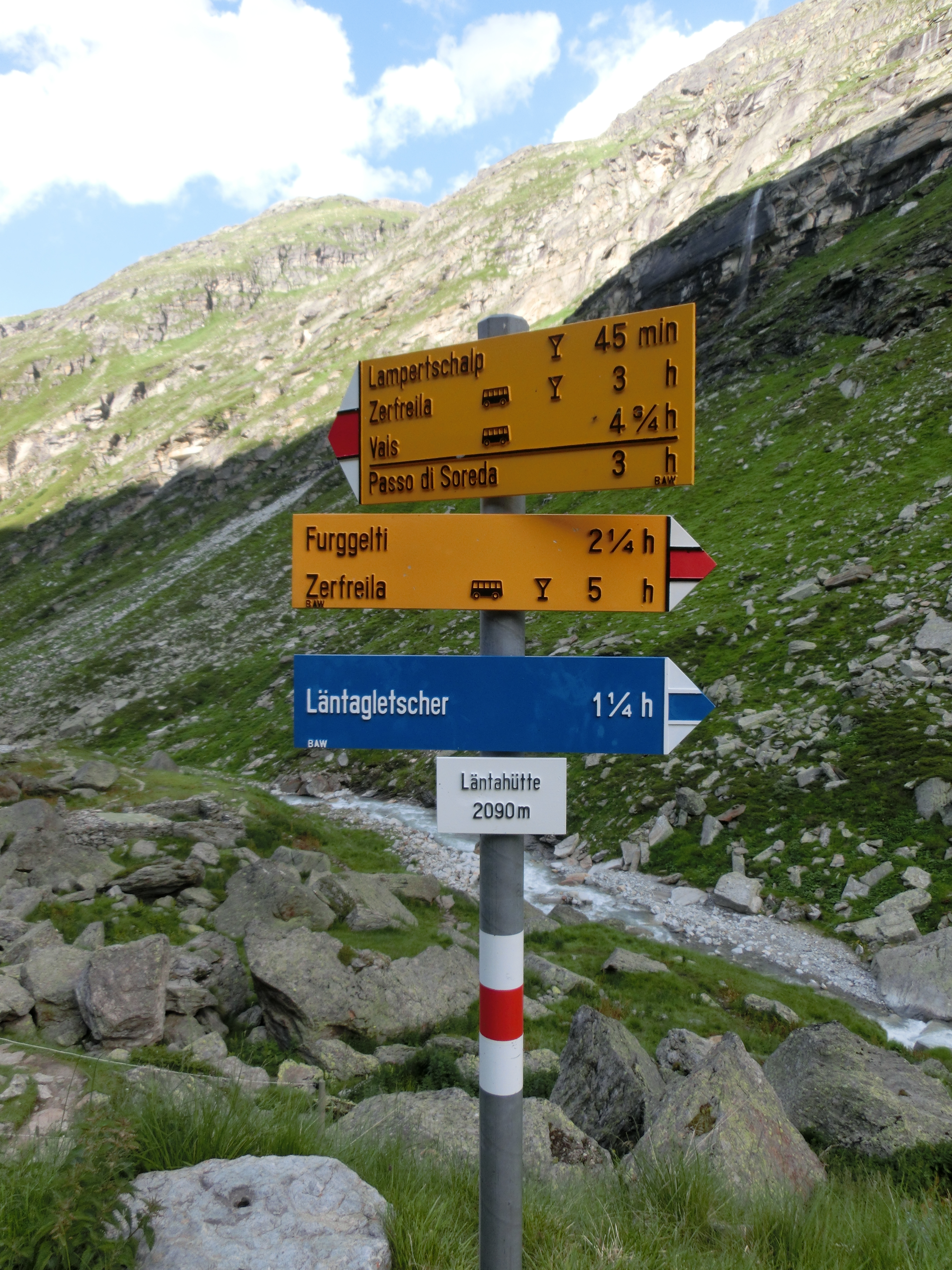
Wegweiser bei der Länta-Hütte

Die Hütte ist zu Fuss von Zervreila aus in 2,5 bis 3 Stunden auf gutem Alpweg erreichbar. Zervreila als Ausgangspunkt ist, sofern geräumt ist, ganzjährig mit dem Personenwagen, im Sommer mit dem Postauto ab Ilanz und Vals und im Winter, wenn das Zervreila-Restaurant geöffnet ist, mittwochs bis sonntags per Shuttlebus erreichbar (sofern die Strasse mit ihm passierbar ist). Die Länta-Hütte ist immer offen und von Ende März bis Anfang Mai (Skitouren) und von Ende Juni bis Mitte Oktober (Wandern, Bergsteigen, Klettern) bewirtschaftet.

## Touren / Gipfelbesteigungen
Die Hütte dient als Ausgangspunkt für Ski- und Hochtouren zu den umliegenden Gipfeln (z. B. Rheinwaldhorn, Güferhorn, Grauhorn), für Passwanderungen ins Tessin (Passo Soreda) und nach Vals (Furggelti) sowie für Klettertouren (Zervreilahorn). Benachbarte Hütten sind die Zapporthütte, die Motterasciohütte, die Adulahütte SAC, die Adulahütte UTOE und die Terrihütte.
Die Länta als Tal und Siedlungsplatz (Lampertschalp) ist reich an Spuren einer alten Hirtenkultur. Über die Pässe Soreda und Fornei bestanden Verbindungen ins benachbarte Valle di Blenio, über die Fuorcla Darlun ins Val Lumnezia. Die Läntalücke hingegen hat aufgrund der vergletscherten Nordseite eher alpinistische Bedeutung. Das Tal als klassischer Gletschertrog und archaische Hirtenwelt übte auf Alpenreisende eine grosse Faszination aus und fand schon früh Eingang in die alpine Literatur.

## Zitat
„Das Lentathal ist ein Prachtstück der Gletscherwelt und gehört zu den interessantesten Thälern der Schweiz.“

## Galerie

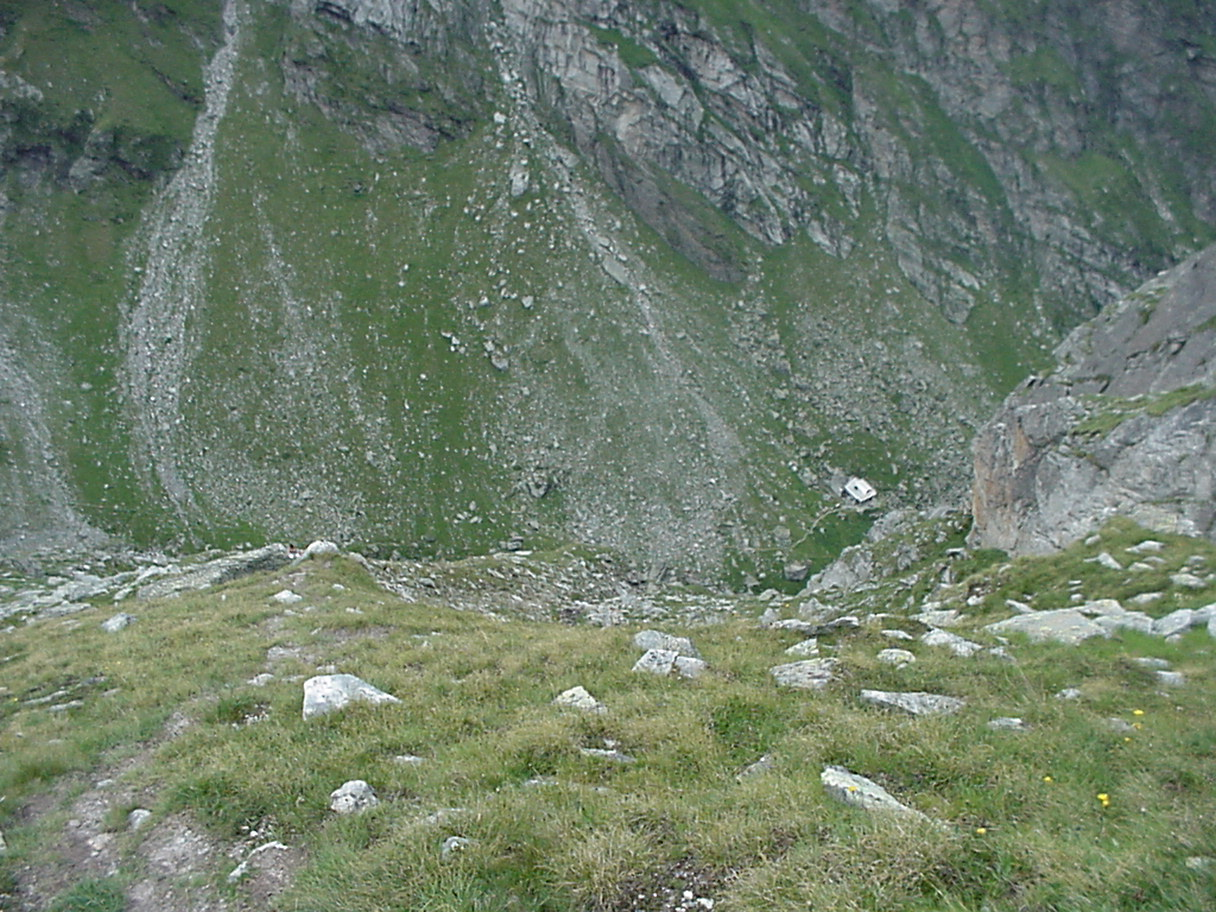
Länta-Hütte vom Weg zum Furggelti
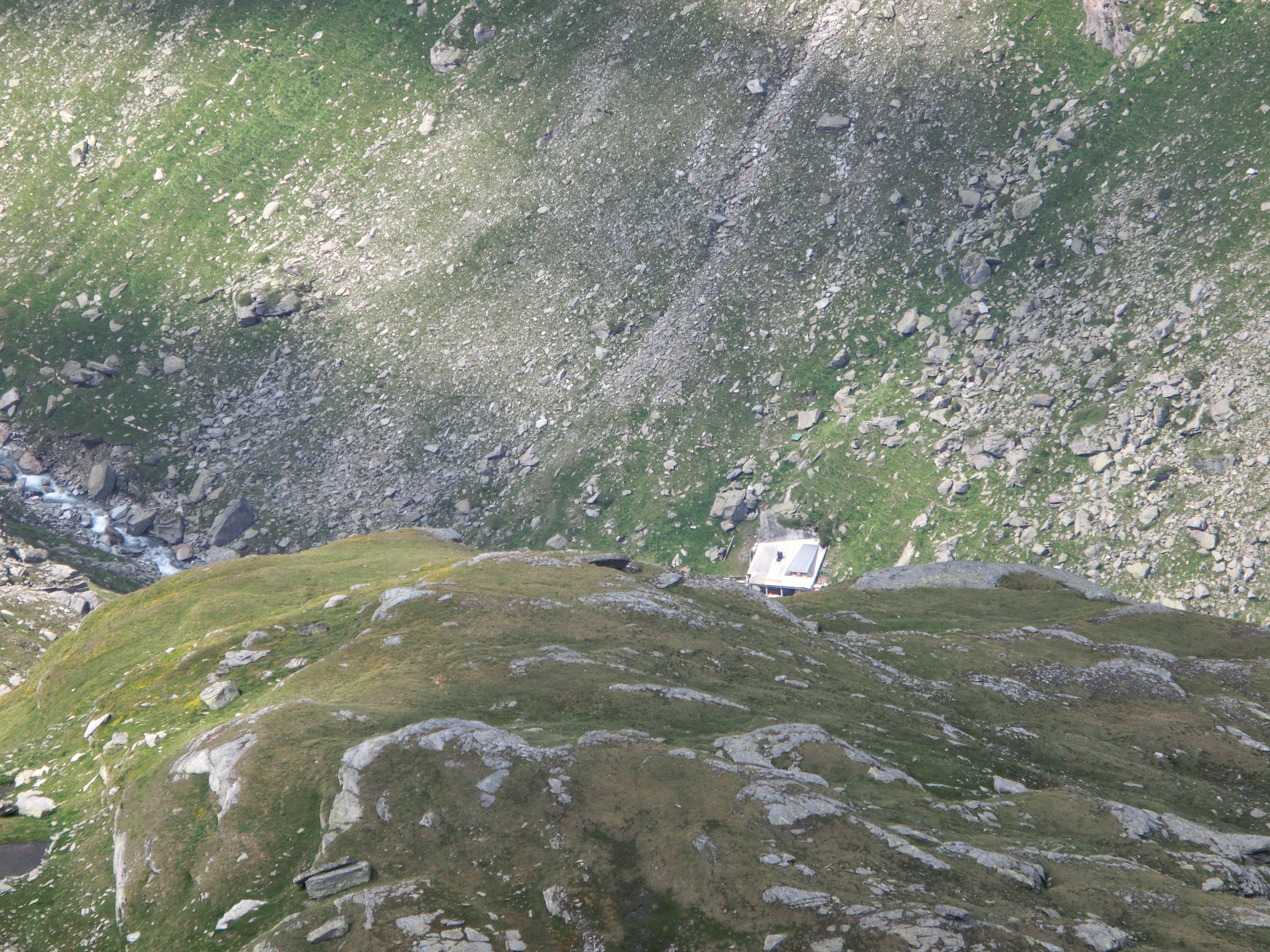
Die Länta-Hütte vom Zervreilahorn
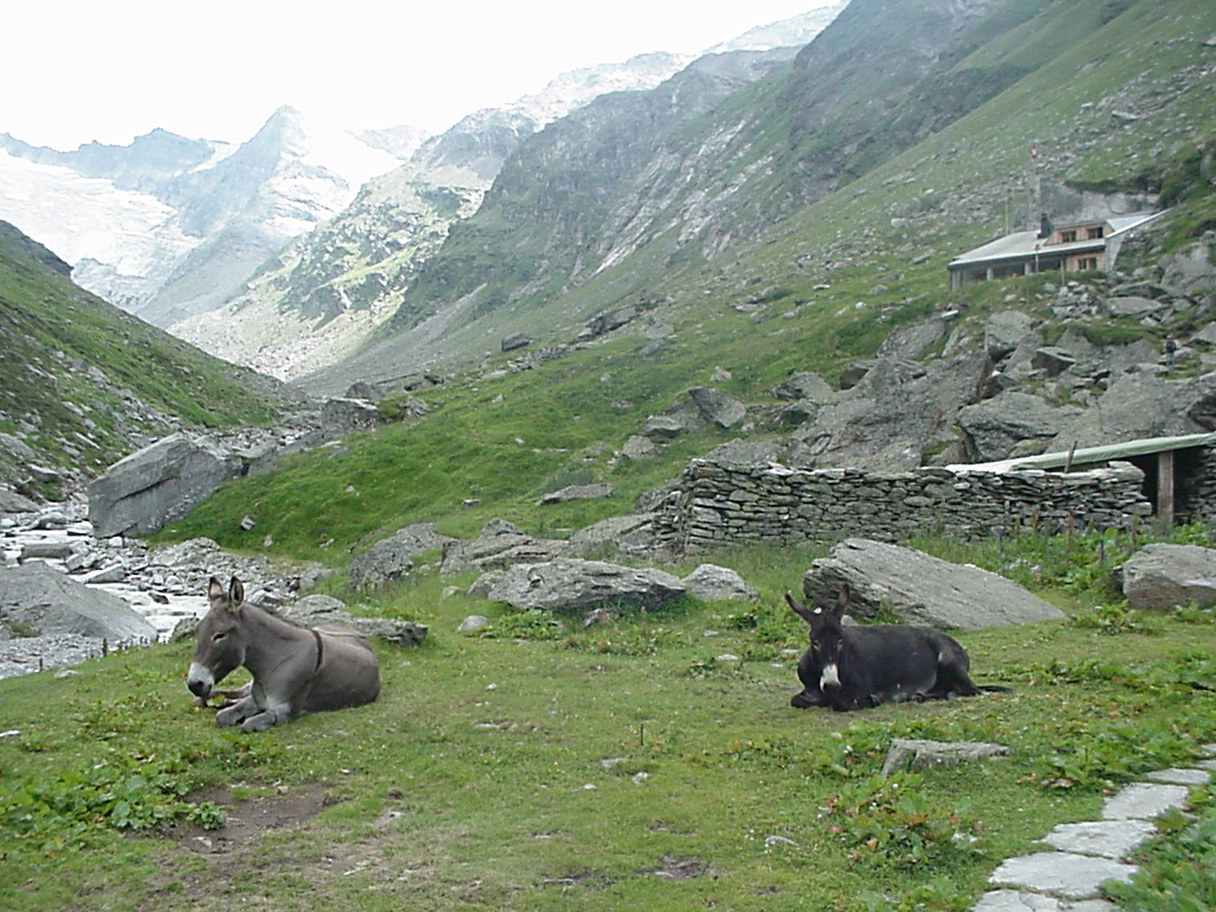
Läntahütte
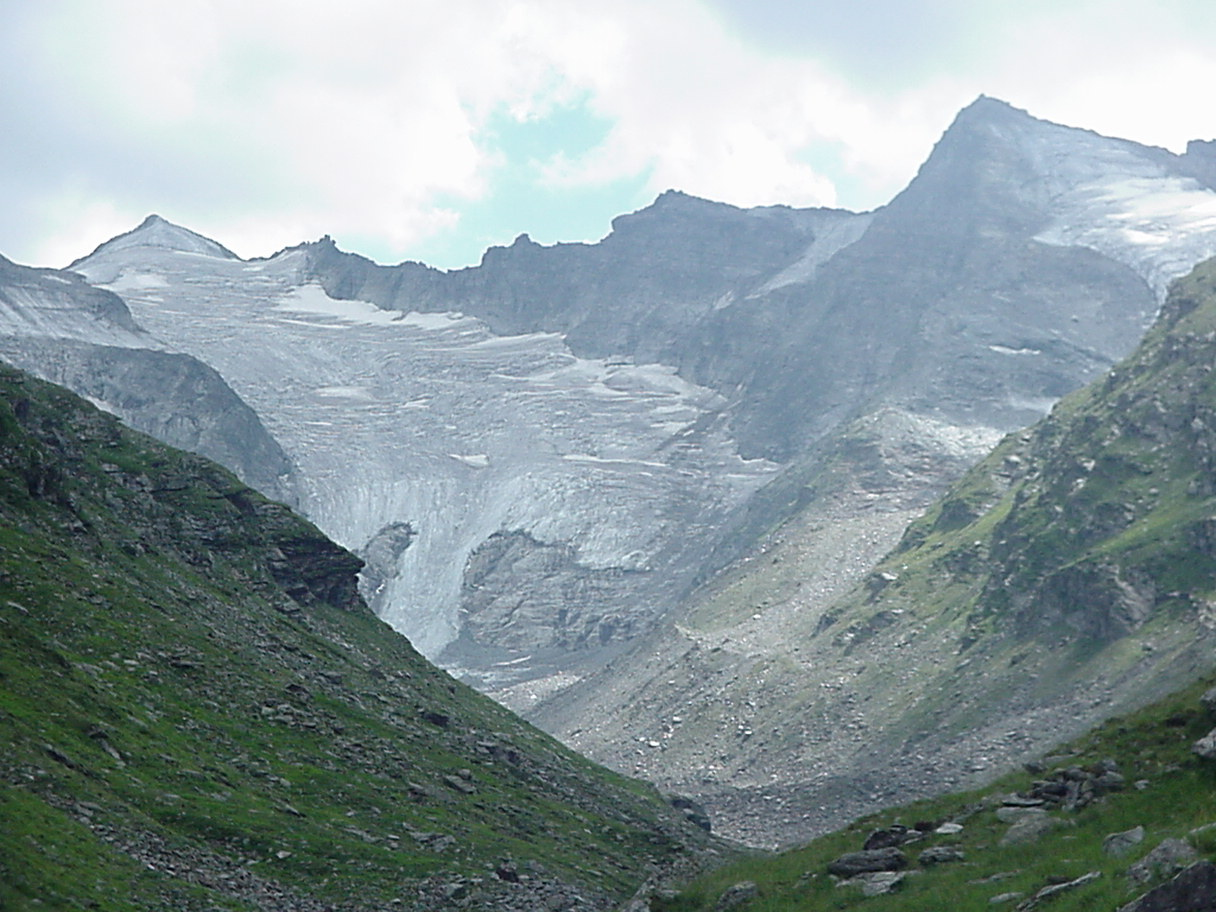
Läntagletscher mit Rheinwaldhorn (Blick von der Hütte)
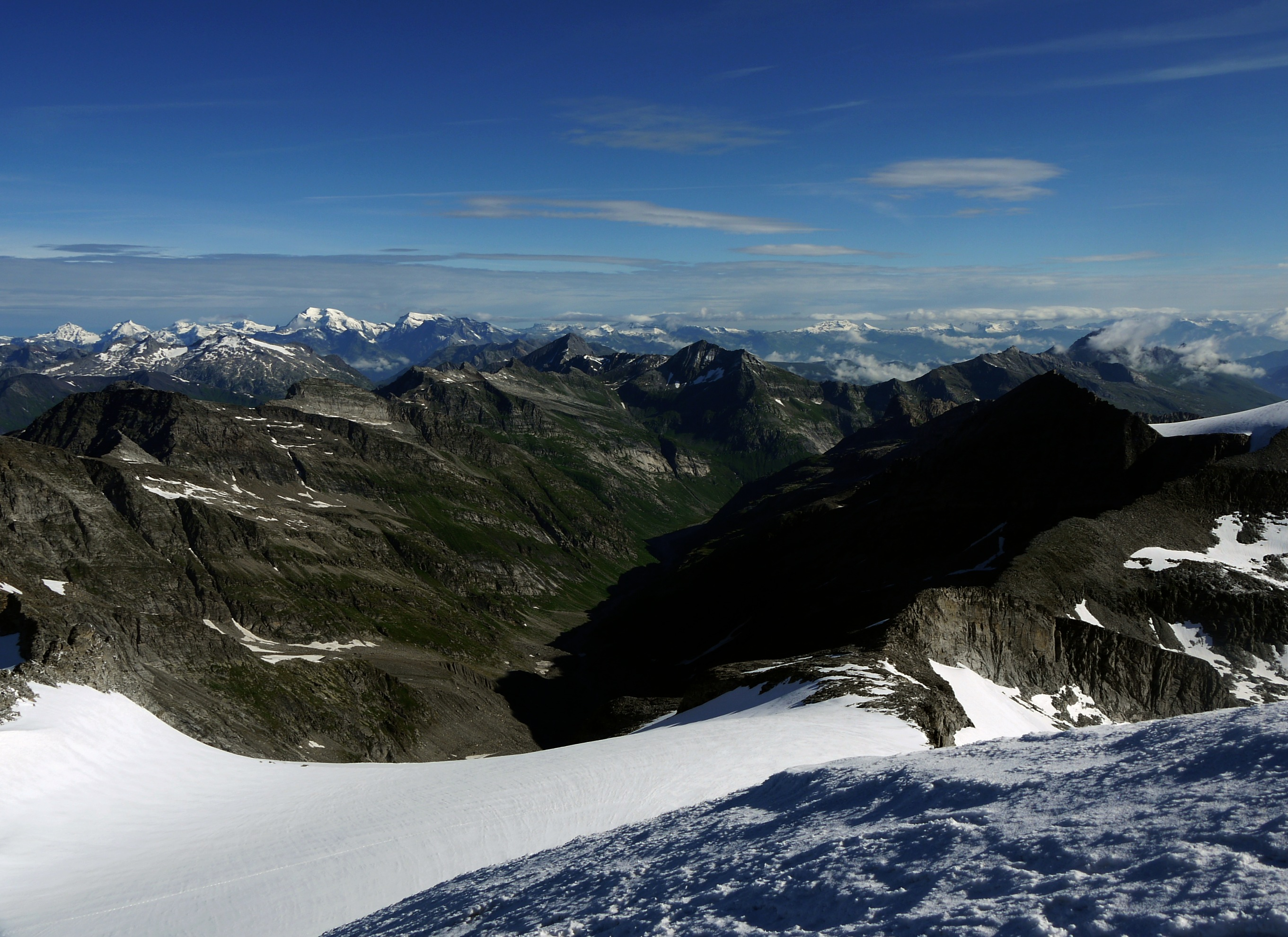
Läntatal und Läntagletscher vom Rheinwaldhorn aus